# Томас Белучи
Томас Белучи (на португалски: Thomaz Bellucci) е бразилски тенисист.

## Биография
Томас Кочиарали Белучи е роден на 30 декември 1987 г. в Тиете, Бразилия. Той е по-малкото от двете деца на Илдебрандо и Мария Реджина Белучи, името на сестра му е Беатрис.

## Кариера
Томас Белучи достига номер 15 в световната ранглиста за юноши, две седмици след 17-ия си рожден ден през януари 2005 г.
Томас Белучи, 20-годишен, използва поредица от победи в ATP Чалънджър в началото на 2008 г., за да пробие в топ 100 на класацията на ATP Тур. Той печели 4 титли от ATP Тур, достига четвъртфинал на Олимпийските игри през 2016 г. и достига полуфинале на Мадрид Мастърс през 2011 г.
Томас Белучи достига най-високо класиране в кариерата си на сингъл, като номер 21, през юли 2010 г.

## Кариерна статистика

### ATP финали (4 титли; 8 финала)
|        | П–З | Година | Турнир                | Клас      | Настилка   | Опонент               | Резултат           |
| ------ | --- | ------ | --------------------- | --------- | ---------- | --------------------- | ------------------ |
| Загуба | 0–1 | 2009   | Брасил Оупън          | 250 серии | Клей       | Томи Робредо          | 3–6, 6–3, 4–6      |
| Победа | 1–1 | 2009   | Суис Оупън            | 250 серии | Клей       | Андреас Бек           | 6–4, 7–6(7–2)      |
| Победа | 2–1 | 2010   | Чили Оупън            | 250 серии | Клей       | Хуан Монако           | 6–2, 0–6, 6–4      |
| Победа | 3–1 | 2012   | Суис Оупън            | 250 серии | Клей       | Янко Типсаревич       | 6–7(6–8), 6–4, 6–2 |
| Загуба | 3–2 | 2012   | Купа на Кремъл        | 250 серии | Твърда (з) | Андреас Сепи          | 6–3, 6–7(3–7), 3–6 |
| Победа | 4–2 | 2015   | Женева Оупън          | 250 серии | Клей       | Жоао Соуса            | 7–6(7–4), 6–4      |
| Загуба | 4–3 | 2016   | Еквадор Оупън         | 250 серии | Клей       | Виктор Естрела Бургос | 6–4, 6–7(5–7), 2–6 |
| Загуба | 4–4 | 2017   | Ю Ес Клей Чемпиъншипс | 250 серии | Клей       | Стив Джонсън          | 4–6, 6–4, 6–7(5–7) |